# Seo Jung-hwa
Seo Jung-hwa (27 settembre 1990) è una sciatrice freestyle sudcoreana, specialista nelle gobbe.

## Biografia
Nel 2010 si qualifica per la prima volta ai giochi olimpici nella gara di gobbe piazzandosi in ventunesima posizione. Quattro anni più tardi, nelle olimpiadi di Sochi concluse la gara in ventiquattresima posizione.
Nel 2018 ha preso parte per la terza volta ai XXIII Giochi olimpici invernali a Pyeongchang venendo eliminata nel primo turno della finale classificandosi quattordicesima nella gara di gobbe.

## Palmarès

### Coppa del Mondo
- Miglior piazzamento in classifica generale: 23ª nel 2016.